# Tuffi ai campionati europei di nuoto 2020 - Trampolino 3 metri sincro misti
Il concorso del trampolino 3 metri sincro misti  ai Campionati europei di nuoto 2020 si è svolto il 12 maggio 2021 alla Duna Aréna di Budapest in Ungheria e vi hanno preso parte 6 coppie miste di atleti, provenienti da altrettante diverse nazioni.
La competizione è stata vinta dagli italiani Matteo Santoro e Chiara Pellacani, il primo quattordicenne, la seconda diciottenne.

## Medaglie
| Posizione | Atleti                           | Paese    |
| --------- | -------------------------------- | -------- |
| Oro       | Matteo Santoro Chiara Pellacani  | Italia   |
| Argento   | Tina Punzel Lou Massenberg       | Germania |
| Bronzo    | Vitaliia Koroleva Ilia Molchanov | Russia   |

## Risultati
La gara è iniziata alle ore 19:30.
| Class   | Nazione       | Tuffatori                           | Punti | Punti | Punti | Punti | Punti | Punti  |
| Class   | Nazione       | Tuffatori                           | T1    | T2    | T3    | T4    | T5    | Totale |
| ------- | ------------- | ----------------------------------- | ----- | ----- | ----- | ----- | ----- | ------ |
| Oro     | Italia        | Chiara Pellacani Matteo Santoro     | 49.80 | 46.20 | 64.80 | 67.89 | 72.00 | 300.69 |
| Argento | Germania      | Tina Punzel Lou Massenberg          | 48.00 | 49.80 | 64.80 | 64.17 | 67.50 | 294.27 |
| Bronzo  | Russia        | Vitaliia Koroleva Ilia Molchanov    | 49.20 | 46.80 | 69.30 | 62.10 | 62.10 | 289.50 |
| 4       | Ucraina       | Viktoriya Kesar Stanislav Oliferčyk | 47.40 | 43.80 | 68.40 | 65.70 | 63.24 | 288.54 |
| 5       | Gran Bretagna | Yasmin Harper Ross Haslam           | 49.80 | 46.80 | 63.90 | 58.50 | 60.45 | 279.45 |
| 6       | Svezia        | Emilia Nilsson Garip David Ekdahl   | 42.60 | 37.20 | 60.30 | 62.10 | 62.31 | 264.51 |